# Клёцки с «душами»
Клецки с «душами» — традиционное блюдо белорусской кухни, распространенное на западной территории Витебской области. Готовят это блюдо жители Лепельского, Докшицкого, Ушачского, Глубокского, Поставского, Шарковщинского, Браславского, Миорского районов Витебской области. Клёцки с «душами» входят в Государственный список историко-культурных ценностей Республики Беларусь.
Название этого элемента культуры питания происходит от начинки, содержащейся в середине клецки и называется «душой». Раньше клецки являлись ритуальным блюдом поминального стола, но с течением времени их стали готовить и в выходные дни, когда за столом собирается вся семья.
Клецки с «душами» бытуют как в городской, так и в деревенской среде. Основной компонент которой — традиционная для белорусского крестьянского хозяйства культура-картофель. Жители деревень сохраняют сельскохозяйственный уклад жизни, что является важным фактором сохранения местных блюд традиционной кухни. Клецки изготавливаются из картофеля, который выращивается на личных наделах земли. Во время приготовления клецек с «душами» используются традиционные инструменты, сохранение которых будет способствовать и сохранению элемента: самодельная терка, набитая гвоздем, с помощью которой делается масса для теста, чугун, в котором варятся клецки, печь. Некоторые хозяйки пользуются современными механическими средствами-кухонным комбайном, мясорубкой, газовой или электрической плитой.

## Приготовление
Для приготовления клёцок используется мука, лук, приправы и картофель. Для приготовления начинки используется сало, мясо, фарш, грибы и домашняя колбаса.

### Тесто
Картофель очищается, затем натирается на тёрке. Натирается картофель вместе с луком. Дуршлаг с картофелем помещается в миску, затем из картофеля отжимается сок и сливается жидкость с осевшего крахмала. К отжатому картофелю добавляется крахмал, мука и яйцо. Далее замешивается тесто.

#### Начинка
Тесто разделяется на куски и расплющивается в лепёшки, на серединку выкладывается начинка, затем соединяются края теста. Клёцки кидаю в кипящую воду и варят на слабом огне около 30 минут. Подают готовые клёцки со сметаной.